# María Rosa Urraca Pastor
María Rosa Urraca Pastor (Madrid, 1 de gener de 1900 — Barcelona, 19 de març de 1984) va ser una dirigent carlista espanyola, famosa pels seus articles de premsa, per la seva brillant oratòria, per la seva tasca social (a través de l'organització femenina carlista coneguda com «Les Margarides») i pel seu activisme en favor del Tradicionalisme. Partícip destacada del cop militar contra la Segona República Espanyola, la seva carrera política posterior es va veure eclipsada per la preponderància de Falange Espanyola i, especialment, del seu dirigent Pilar Primo de Rivera.

## Biografia
Nascuda l'1 de gener de 1900 a Madrid, en una família castrense, es va traslladar amb la seva família a viure a Burgos, i després a Bilbao. Entre les seves germanes, destaca Martina. El 1923 es va graduar en Magisteri a la capital biscaïna. Va destacar des de molt jove per la seva sensibilitat social: aviat va començar a escriure en els periòdics biscaïns i madrilenys reclamant reformes que li van valer, segons les seves paraules, fama de socialista. Les seves idees polítiques, no obstant això, eren plenament tradicionalistes. Després de les eleccions de 1931 i la proclamació de la República es va afiliar a les margarides, una secció tradicionalista femenina. La seva presència va arribar a ser ovacionada per les hosts carlistes, el requetè, com «Visca Miss Cavernícola!» (la caverna significaria valors de decència i virtut). El seu activisme feroçment antirepublicà va conduir al seu cessament com a inspectora auxiliar de Treball de Biscaia el 1932. El 1933 es va presentar a les eleccions generals com a candidata de la Comunió Tradicionalista per Guipúscoa, però no va aconseguir els vots suficients per ser triada diputada.
El divendres 24 d'abril de 1936, la propagandista va acudir a l'Hospital Clínic de Madrid per rebre un tractament. Escorcollada per una matrona, se li va trobar una pistola de petit calibre i es va avisar a la comissaria de policia. Va ser detinguda i acompanyada per l'agent Eduardo Meredic Llanes, però mai va arribar a comissaria. El diumenge 26 d'abril va saltar la notícia de l'evaporació de la coneguda capdavantera carlista. En realitat, amb ajuda del policia i d'un altre veterà tradicionalista, el comte de Rodezno, que li va facilitar un refugi en un hotel al Parc Urbà Metropolità de la capital, María Rosa va ser ocultada en la localitat burgalesa d'Arcos de la Llana durant dos mesos a la casa d'un metge rural.
Després del cop d'estat de 1936 es va unir des del primer moment als colpistes. Va ser membre del primer Consell Nacional del Moviment. La seva experiència durant la Guerra Civil Espanyola com a infermera i organitzadora d'hospitals de campanya en el front està explicada per ella mateixa en el seu llibre Així començàrem. (Memòries d'una infermera). Es va ocupar dels orfes de guerra i va sostenir que no mereixien el mateix tracte els fills dels republicans que els dels del bàndol franquista. Al maig de 1939 va rebre la Creu Vermella del Mèrit Militar.
Després de la guerra, es va establir a Barcelona al costat de la seva família. A la fi de la dècada de 1940, la seva germana Martina serà empresonada i víctima d'un procés penal. Amb l'indult, el 1952, la família va poder respirar. Uns anys més tard, María Rosa s'anunciava en la premsa de Barcelona com a docent i professora d'expressió oral i dicció. i on va morir el 19 de març de 1984.

## Urraca Pastor com a personatge de ficció

### Literatura
Apareix en la novel·la Masurca per a dos morts (1983) de Camilo José Cela, caricaturitzada com una infermera bigotuda que assisteix al jove artiller ferit Camilo.
També és un dels personatges d'Inquietud en el Paradís (2005) d'Óscar Esquivias, novel·la ambientada a la ciutat de Burgos als moments inicials del cop d'estat de juliol de 1936.

### Còmic
El personatge d'historieta Donya Urraca podria tractar-se una deformació caricaturesca d'Urraca Pastor, ja que el seu dibuixant (Miguel Bernet Toledà, qui signava com Jorge) va lluitar durant la Guerra Civil en el bàndol republicà.